# 千代田区教育委員会
千代田区教育委員会（ちよだくきょういくいいんかい）は、東京都区部のひとつである千代田区の行政組織。千代田区内の教育、スポーツ振興、文化財等に関する事務を扱う行政委員会である。

## 所在地
- 教育委員会、教育委員会事務局
  - 東京都千代田区九段南1丁目2番1号 千代田区役所内
- 千代田区児童・家庭センター
  - 東京都千代田区西神田2丁目6番2号 西神田コスモス館3階
- 学校、学校校外施設、幼稚園、図書館、郷土博物館、ユースセンター、スポーツ施設については千代田区を参照のこと。

## 教育委員
- 教育委員は千代田区長が千代田区議会の同意を得て任命する。定員数は5名、任期は4年である。
- 教育長は千代田区長が直接任命する。

## 千代田区教育委員会事務局
千代田区教育委員会事務局組織規則に基づき1部7課を設け、千代田区教育委員会から委任された事務を行う。組織の長は教育長（事務局長）であるが、実際の業務運営は事務局次長が取り仕切っている。
- 子ども・教育部
  - 子ども総務課
  - 子ども施設課
  - 子ども支援課
  - 子育て対策担当課長
  - 児童・家庭支援センター
    - 児童センター児童館

  - 学務課
  - 指導課
    - 教育研究所

  - 次世代育成担当部長
  - 参事（子ども健康担当）